# La mort vous va si bien
Pour plus de détails, voir Fiche technique et Distribution.
La mort vous va si bien (Death Becomes Her) est une comédie fantastique américaine réalisée par Robert Zemeckis et sortie en 1992.
Le film met en scène Helen Sharp qui cherche à prendre sa revanche sur Madeline Ashton, actrice prétentieuse et obsédée par son image qui, après lui avoir volé tous ses petits amis, séduit son fiancé et finit par l'épouser. La rivalité entre les deux femmes et leur quête du physique parfait les pousse à l'extrême, jusqu'à commettre l'irréparable.
Le film divise la critique américaine, mais rencontre un succès commercial au box-office. En 1993, il remporte l'Oscar des meilleurs effets visuels. Il est depuis considéré comme un film culte, notamment auprès de la communauté LGBT.

## Synopsis
Madeline Ashton présente à Broadway une version égocentrique de la comédie musicale Doux oiseau de jeunesse. Dans le public, Helen Sharp, à qui elle a déjà volé nombre de petits amis. Celle-ci est accompagnée de son fiancé, le chirurgien esthétique Ernest Menville, qui tombe rapidement sous le charme de Madeline et quitte Helen pour épouser la belle actrice.
Sept ans plus tard, alors que Madeline est au faîte de sa carrière, Helen, seule, négligée et obèse, est internée en hôpital psychiatrique pour soigner sa haine obsessionnelle pour Madeline. Elle s'en sort en fomentant une vengeance.
Une nouvelle ellipse de sept ans dévoile une Madeline en déclin. Sa carrière est en chute libre, son mariage avec Ernest un échec, et elle vit obsédée par les signes physiques de sa vieillesse, ne supportant pas de perdre l'admiration des hommes. Son époux est maintenant thanatopracteur, amer, malheureux et alcoolique. Alors que le couple enchaîne les disputes, Helen fait son retour. Mince, rajeunie et éblouissante, elle tente de reconquérir Ernest. S'il reste insensible à ses avances, ils fomentent ensemble un plan pour se débarrasser de Madeline.
Rejetée par son jeune amant, l'actrice décide de se rendre chez la mystérieuse Lisle Von Rhoman qui lui propose un philtre rendant éternellement jeune. Madeline le boit et reçoit l'avertissement de vivre à part de la société et de faire attention à son corps. L'actrice, qui a vu son fessier et sa poitrine se raffermir et sa peau se retendre, se dispute avec Ernest et se moque de son impuissance sexuelle. Furieux, il la pousse dans les escaliers, où elle se rompt le cou. Alors qu'elle gît au sol, il téléphone paniqué à Helen, mais Madeline se relève contre toute attente, avec de multiples fractures et la tête à l'envers : on comprend que le philtre de jouvence l'a rendue immortelle. À l'hôpital, un médecin établit qu'elle est cliniquement morte. Elle rentre chez elle avec Ernest.
Helen, qui croit l'actrice décédée, pénètre dans leur maison et félicite Ernest pour avoir réalisé leur projet de se débarrasser de Madeline. Entendant la conversation, celle-ci tire au fusil à pompes sur Helen qui se relève avec un énorme trou à l'estomac, révélant qu'elle aussi a consommé le philtre de jouvence. Après un affrontement, les deux immortelles se réconcilient et réalisent qu'elles ont besoin des compétences de thanatopracteur d'Ernest pour réparer les dégâts qu'elles infligent accidentellement à leur corps et pour les repeindre, leur peau prenant une couleur cadavérique. Elles veulent amener Ernest à boire à son tour le philtre, mais il refuse, ayant compris qu'une vie éternelle de misère l'attendait s'il acceptait. Il parvient à s'enfuir et disparaît.
Trente-sept ans plus tard se tiennent les funérailles d'Ernest qui a refait sa vie, s'est marié et a fondé une famille. Dans le fond de l'église sont assises Madeline et Helen, le corps en piteux état. Lorsqu'elles en sortent, elles tombent des marches, volant littéralement en morceaux, mais toujours vivantes.

## Fiche technique
Sauf indication contraire, les informations mentionnées dans cette section peuvent être confirmées par la base de données cinématographiques IMDb,  présente dans la section « Liens externes ».
- Titre original : Death Becomes Her
- Titre français et québécois : La mort vous va si bien
- Réalisation : Robert Zemeckis
- Scénario : Martin Donovan et David Koepp
- Musique : Alan Silvestri
- Direction artistique : William James Teegarden
- Décors : Rick Carter
- Costumes : Joanna Johnston
- Photographie : Dean Cundey
- Montage : Arthur Schmidt
- Production : Steve Starkey et Robert Zemeckis
- Sociétés de production : Universal Pictures
- Société de distribution : Universal Pictures (États-Unis), United International Pictures (France)
- Budget : 55 millions de dollars[2]
- Pays de production :  États-Unis
- Langues originales : anglais
- Format : Couleur - 35 mm - 1.85 : 1 - son Dolby SR
- Genre : comédie noire, fantastique, satire
- Durée : 104 minutes
- Dates de sortie :
  - États-Unis, Canada : 31 juillet 1992
  - France : 23 décembre 1992

## Distribution
- Meryl Streep (VF : Frédérique Tirmont) : Madeline Ashton
- Bruce Willis (VF : Patrick Poivey) : Dr Ernest Menville
- Goldie Hawn (VF : Monique Thierry) : Helen Sharp
- Isabella Rossellini (VF : Véronique Augereau) : Lisle Von Rhoman
- Ian Ogilvy (VF : Patrick Guillemin) : Chagall
- Adam Storke (VF : Vincent Violette) : Dakota Williams
- Michelle Johnson (VF : Marie-Laure Beneston) : Anna Jones
- Mary Ellen Trainor (VF : Françoise Cadol) : Vivian Adams
- William Frankfather (VF : Vincent Grass) : M. Roy Franklin
- Nancy Fish (VF : Régine Teyssot) : Rose
- Alaina Reed Hall : la psychologue
- John Ingle (VF : Michel Gudin) : le prêtre
- Susan Kellerman : le docteur
- Fabio Lanzoni et John Enos III : les gardes du corps de Lisle
- Debra Jo Rupp et Carol Ann Susi : des patientes en psychiatrie
- Sydney Pollack (VF : Pierre Hatet) : le médecin des urgences (non crédité)

## Production

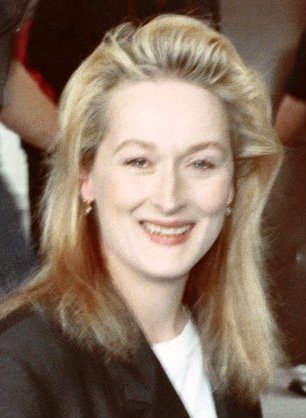
Meryl Streep, interprète de Madeline Ashton.

### Attribution des rôles
Kevin Kline était le premier choix pour incarner le Dr Ernest Menville. Cependant, en raison de conflit sur son salaire, il quitte le projet. Jeff Bridges et Nick Nolte seront envisagés, avant que le rôle revienne à Bruce Willis.

### Effets visuels
Les effets spéciaux du film ont été réalisés par Industrial Light & Magic, la société de George Lucas. Il était complexe sur le plan technique et est considéré comme une avancée majeure en matière d'effets réalisés par ordinateur.
C'est le premier film à utiliser des textures de peaux générées par ordinateur, notamment dans la scène où Madeline remet son cou en place après avoir été frappée par Helen avec une pelle. Pour la scène où son corps et sa tête se retrouvent dans le mauvais sens, plusieurs technologies ont été utilisées : un écran bleu pour permettre une incrustation, un animatronique créé par la société Amalgamated Dynamics et des prothèses ajoutées sur Meryl Streep.
De nombreuses techniques utilisées par Industrial Light & Magic dans le film ont été ensuite réutilisées dans Jurassic Park, également produit par Universal Pictures l'année suivante. Les deux films partagent d'ailleurs le même directeur de la photographie, Dean Cundey, et le même chef décorateur, Rick Carter.
Quelques incidents se sont produits au cours du tournage, les films avec autant d'effets étant alors peu courants, les acteurs n'étaient donc habitués à jouer sans voir la globalité de la scène. Lors du tournage de la scène avec les pelles, Meryl Streep coupa par accident Goldie Hawn au visage.
Meryl Streep dévoila avoir eu beaucoup de mal à travailler sur ce projet : 

« Mon premier, mon dernier, mon unique. Je pense que c'est fastidieux. (…) J'adore comment cela rend mais ce n'était pas amusant de jouer comme ça. "Fais comme si c'était Goldie, juste ici ! Oh, non, je suis désolé, Bob, elle dépasse sa marque de cinq centimètres et maintenant sa tête n'est plus sur son cou !" »

Finalement, avec l'avancée technologique, Meryl Streep retravaillera néanmoins sur ce type de projet plus tard dans sa carrière.

### Tournage

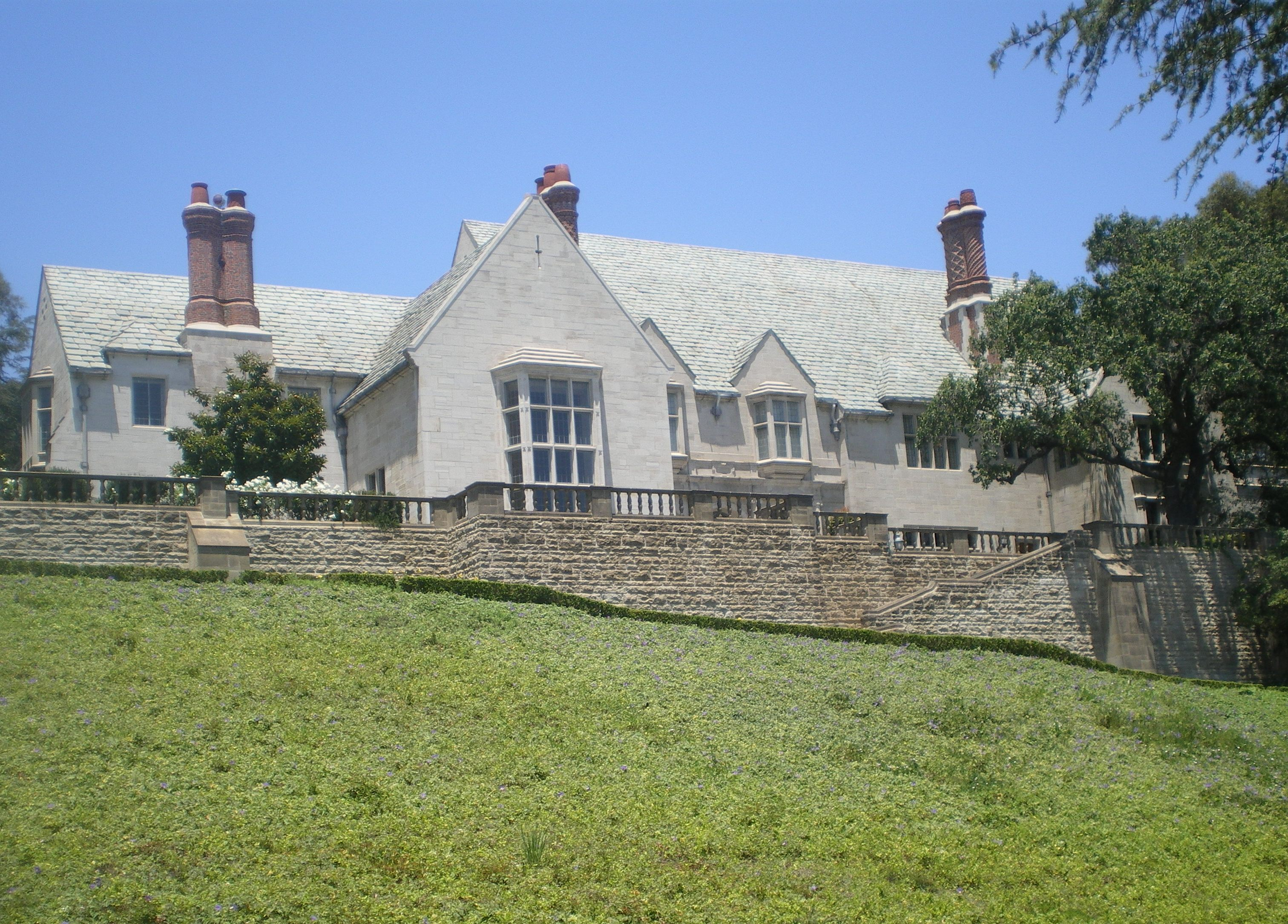
Le Greystone Mansion à Los Angeles, l'un des lieux de tournage du film.

Le tournage du film s'est déroulé à Los Angeles. Certains lieux ont déjà été vus dans plusieurs productions cinématographiques et télévisuelles notamment le Greystone Mansion ou encore le Ebell of Los Angeles.
La scène finale du film a été tournée à l'université Mount St. Mary's, toujours à Los Angeles.

## Accueil

### Critiques
Le film a divisé la critique américaine. Sur le site agrégateur de critiques Rotten Tomatoes, il obtient un score de 54 % de critiques positives, avec une note moyenne de 5,4/10 sur la base de 15 critiques positives et 13 négatives et sur Metacritic, il obtient un score de 56/100 sur la base de 24 critiques.
Sur CinemaScore, il obtient la note « B » sur une échelle allant d'« A+ » à « F ».

### Box-office
| Pays ou région | Box-office        | Date d'arrêt du box-office | Nombre de semaines |
| -------------- | ----------------- | -------------------------- | ------------------ |
| France         | 1 108 386 entrées | 26 janvier 1993            | 5                  |
| États-Unis     | 58 422 650 $      | 24 août 1992               | 8                  |
| Mondial        | 149 022 650 $     | -                          | -                  |

## Distinctions
Sauf indication contraire, les informations mentionnées dans cette section peuvent être confirmées par la base de données cinématographiques IMDb,  présente dans la section « Liens externes ».

### Récompenses
- Cérémonie des Oscars 1993 : Meilleurs effets visuels
- British Academy Film Awards 1993 : Meilleurs effets visuels
- Saturn Awards 1993 :
  - Meilleurs effets spéciaux
  - Meilleure actrice dans un second rôle pour Isabella Rossellini

### Nominations
- Golden Globes : Meilleure actrice dans un film musical ou une comédie pour Meryl Streep
- Saturn Awards 1993 :
  - Meilleur film fantastique
  - Meilleure réalisation
  - Meilleur scénario
  - Meilleure musique
  - Meilleur maquillage
  - Meilleur acteur pour Bruce Willis
  - Meilleure actrice pour Meryl Streep

## Commentaires

### Impact culturel sur la communauté LGBT
La mort vous va si bien a acquis avec le temps le statut de film culte, principalement auprès de la communauté LGBT. Dans un article du magazine Vanity Fair, intitulé « La glorieuse après-vie Queer de La mort vous va si bien », le film est considéré comme « un classique gay culte » et « une pierre de touche de la communauté Queer ».
Aux États-Unis, notamment lors du mois des fiertés, de nombreuses projections du films sont organisées avec des drag queen interprétant Madeline et Helen. Le film a également inspiré l'un des thèmes d'un épisode de la saison sept de l'émission RuPaul's Drag Race.
La drag queen Jinkx Monsoon a dévoilé que le film a été son inspiration pour devenir drag queen. Elle a également réalisé un spectacle parodique et un documentaire intitulé Drag Becomes Her. Elle explique que « la communauté queer est fascinée par les personnages de méchantes ultra-féminines. […] Presque toutes les méchantes sorcières des Disney sont devenues des icônes gays ».
Tom Campbell, producteur délégué de RuPaul's Drag Race, a donné son interprétation du succès du film auprès du public gay : 

« Elle se battent pour la beauté. Elles sont contre le système. Elles sont aussi méchantes, mais nous comprenons leur complexité. Nous sommes derrière ces divas mortes-vivantes car elles essayent de gagner un jeu truqué, et pour reprendre une citation de Ginger Rogers, elles le font à l'envers et en talons hauts. »

## Adaptation en comédie musicale
Fin 2017, il est annoncé qu'Universal Theatrical Group développe une adaptation en comédie musicale du film. Lors de l'annonce du projet, on dévoile que Kristin Chenoweth a signé pour interpréter Madeline Ashton. Néanmoins, le projet ne décolle pas. Il est relancé et se concrétise en 2024 avec Megan Hilty dans le rôle de Madeline, Jennifer Simard dans celui d'Helen, Christopher Sieber pour celui d'Ernest et Michelle Williams dans celui de Viola. Après des représentations tests à Chicago, le spectacle sera lancé à Broadway en novembre de la même année.